# Ranoidea rueppelli
Ranoidea rueppelli – gatunek płaza bezogonowego z podrodziny Pelodryadinae w rodzinie rzekotkowatych (Hylidae).

## Taksonomia
Gatunek ten opisał w 1895 roku Oskar Boettger, nadając mu nazwę Hyla rueppelli. W 1958 roku Zweifel przeniósł go do rodzaju Nyctimystes, później zaś bywał umieszczany w rodzaju Litoria, a następnie w Ranoidea.

## Rozmieszczenie geograficzne i siedlisko
Płaz występuje na indonezyjskich wyspach Halmahera i Morotai z archipelagu Moluków.
IUCN dostrzega trudności w określeniu maksymalnej wysokości nad poziomem morza, na której bytują te bezogonowe; najwyższa wysokość w obrębie obecnego zasięgu występowania to 1200 m n.p.m.
Siedliskiem tego nadrzewnego płaza są tropikalne lasy deszczowe zarówno nizinne, jak i górskie.

## Rozmnażanie
Zwierzęta te rozmnażają się w zbiornikach wody na dnie lasu, obserwowano tez rozród w przydrożnych rowach. Jaja są ubarwione na jasnobrązowo.

## Status
W Czerwonej księdze gatunków zagrożonych IUCN płaz ten od 2004 roku klasyfikowany jest jako gatunek narażony (VU, ang. Vulnerable).
Wedle danych IUCN gatunek jest pospolity, a jego całkowita liczebność obniża się z powodu utraty i degradacji siedlisk.